# Karolina Strassmayer
Karolina Strassmayer (* 23. Februar 1971 in Mitterndorf, Steiermark) ist eine österreichische Jazzmusikerin (Alt- und Sopransaxophon, Flöte).

## Leben und Wirken
Strassmayer stammt aus einer musikgeprägten Familie, sie lernte Klavier und Querflöte. Im Alter von 17 Jahren entdeckte sie über die Improvisationen von Cannonball Adderley auf Kind of Blue den Jazz. Sie studierte an der Universität für Musik und darstellende Kunst Graz bei Karl Drewo und spielte in der Folkfusion-Gruppe Rauhnacht. Nach ihrem Diplom gewann sie ein Stipendium für die New School for Social Research in New York City, wo sie „Outstanding Musician of the Year“ wurde.
Anschließend blieb Strassmayer in New York und arbeitete regelmäßig in der Band von Chico Hamilton, an dessen CDs sie mitwirkte. Für ihre Soli auf Saxophon und Flöte erhielt sie beste Kritiken. Weiters begleitete sie Nancy Wilson und Diane Schuur und spielte mit Clark Terry, Phil Woods, Claudio Roditi, Ray Anderson, Herbie Mann, Frank Wess sowie im Duke Ellington Orchestra. Sie war Mitglied des Diva Jazz Orchestra, einer reinen Frauen-Bigband. Sie spielte zudem in dem aus Diva-Musikerinnen von Schlagzeugerin Sherrie Maricle gebildeten Quintett 5 Play (CD On the Brick). 
Strassmayer leitet auch gemeinsam mit ihrem Mann, Schlagzeuger Drori Mondlak, ein eigenes Quartett, das mehrere CDs veröffentlichte: „Aus ihrem einstmals straight-ahead gespielten Modern Jazz hat sich eine eigene Sprache entwickelt, die durch die Interaktion des Leaderpaares mit Rainer Böhm (Piano) und Thomas Stabenow (Bass) an didaktischem Volumen zunimmt.“
Seit 2004 ist sie als erste Frau fest angestelltes Mitglied der WDR Big Band Köln.
2004 wurde Strassmayer zudem von dem amerikanischen Jazzmagazins Downbeat als „Top Five Alto Saxophonist“ des Jahres ausgezeichnet.
2024 legte sie mit Drori Mondlak und David Friedman das Album Speak Your Truth vor.